# Peperomia celiae
Peperomia celiae är en pepparväxtart som beskrevs av Truman George Yuncker. Peperomia celiae ingår i släktet peperomior, och familjen pepparväxter. Inga underarter finns listade i Catalogue of Life.